# Lancaster, Lancashire
Thành phố Lancaster (dân số năm 2002: 133.914) là một khu chính quyền địa phương với tư cách thành phố ở Lancashire, Anh. Thị xã chính của nó là Lancaster, từ đó nó đã được nhận tư cách thành phố. Các thị xã khác trong khu vực này là Morecambe, Heysham, Slyne, và Carnforth.
Thành phố này đã trở thành một county corporate năm 1461; Canterbury đã được chuyển thành một đô thị hạt theo Đạo luật Chính quyền địa phương năm 1888.